# Vrbno pod Pradědem (zámek)
Zámek Grohmann se nachází na Husova č.p. 154 ve Vrbně pod Pradědem v okrese Bruntál. Zámek byl zapsán do státního seznamu památek před rokem 1988.

## Historie
Barokní zámek byl postaven v 17. století pány z Vrbna. Zámek odkoupil podnikatel Ferdinand Rössler (1774–1838), který zámek nechal přestavět v empírovém slohu. V roce 1821 přenechal zámek své neteři a schovance Amálii, která v roce 1818 se vdala za Johanna Josefa Grohmanna (1792–1873).  Zámek byl upravován pro potřeby rodiny. V roce 1948 byl zámek Grohmannů znárodněn. V zámku žilo několik rodin, pak jej převzal závod lisoven umělých hmot ve Vrbně a zřídil v zámku internát pro své učně. Dalším vlastníkem bylo zemědělské družstvo z Vrbátek, které v zámek zrekonstruovalo a provozovalo zde rekreační středisko. Po roce 1989 zámek vystřídal několik majitelů. V roce 2012 byl zámek opraven do historické podoby a slouží jako ubytovací zařízení s restaurací.

## Architektura
Komplex obdélných zděných patrových budov se nachází v ohrazeném zámeckém parku v intravilánu obce. K hlavní stavbě ze 17. století byly postupně přistavovány další budovy, které byly stavěny v samostatném barokním a empírovém slohu. Komplex tvoří čtyři samostatné budovy (křídla), které se dotýkají v rozích, jsou postaveny kolem obdélníkového dvora. Hlavní budova je sedmiosá a tříosá, v lichoběžníkovém štítu dvojice oken. Fasáda členěná patrovou a okenní římsou. Okna obdélná se štukovými šambránami s ušima. Budova je ukončena mansardovou střechou krytá břidlicí. Ve střední ose je vstup s obdélným portálem s půlkruhovým záklenkem. Nad portálem malý balkonek podpírán dvěma toskánskými pilíři. V mansardové střeše v dolní části jsou tři vikýře, v horní jsou malá okna.
Levé křídlo pětiosé s okny v plochém rámu. Fasáda členěna profilovanou korunní římsou a plochou kordovou římsou. V ose delší strany je vstup se segmentovým záklenkem. Střecha valbová.
Zadní křídlo pětiosé, přízemní část členěna pásovou rustikou. Okna rámována kanelovanými pilastry s konzolovými hlavicemi, které nesou přímou nadokenní římsu. V přízemí jsou dvě široká garážová vrata.
Pravé křídlo je desetiosé, ploché šambrány kolem oken. V přízemí vstup do sklepení a vchod do budovy. Mezi hlavním a levým křídlem je vjezd do dvora. V nádvoří jsou budovy propojeny prosklenou pavlačí nesenou na železných podpěrách. Z pavlače jsou vstupy do obytných místností.

## Park
Park umístěný při vjezdu do obce má tvar obdélníka v jehož středu se nachází zámek. Původní hlavní přístup byl koncipován centrálně alejí lip. Park je ohraničen kamennou zdí, drátěným plotem a vodotečí. Pro vjezd a vstup slouží kamenná brána s kovanou mříží a branka. V roce 2013 park prošel obnovou.

## Galerie

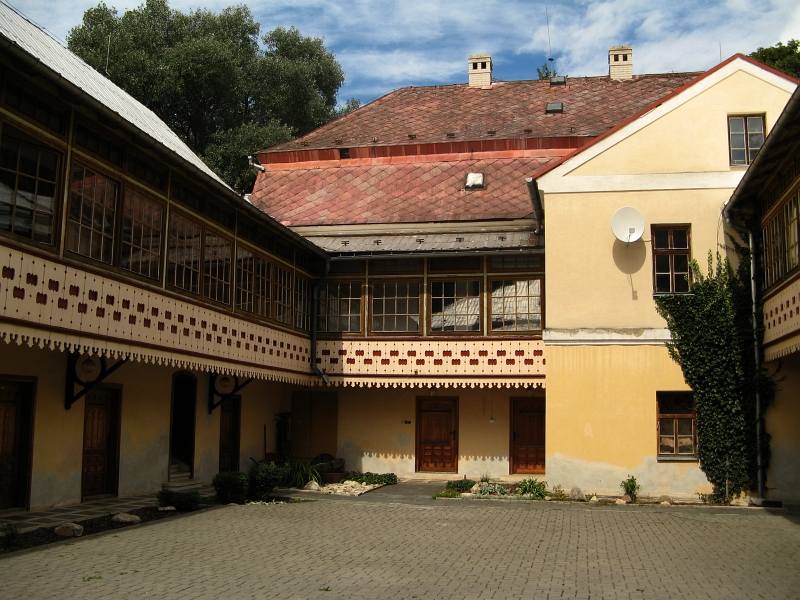
Prosklená pavlač
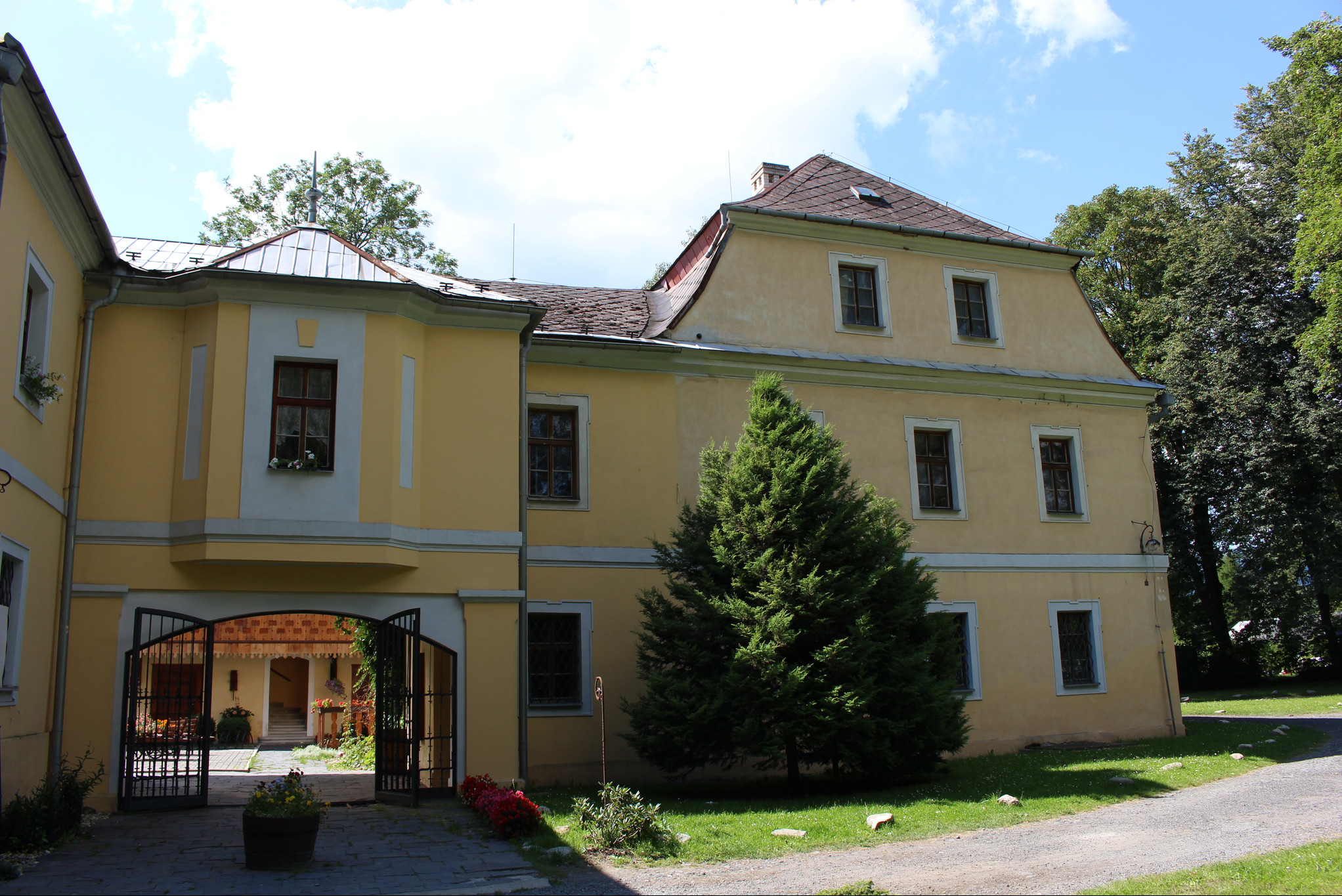
Vjezd